# Bansui Doi
Pour les articles homonymes, voir Doi.
Doi Bansui (土井 晩翠), nom véritable Tsuchii Rinkichi　(土井 林吉), également Tsuchii Bansui, né le 5 décembre 1871 à Sendai et mort le 19 octobre 1952 dans la même ville, est un poète et traducteur japonais.

## Biographie
Doi étudie la littérature anglaise à l'université impériale de Tokyo auprès de Lafcadio Hearn et fait partie des rédacteurs de la revue universitaire Teikoku Bungaku dans laquelle il publie également ses propres poèmes. Après avoir obtenu son diplôme, il travaille comme professeur de langue et littérature anglaise à l'université Tōhoku dans sa ville natale.
Il se fait connaître en tant que traducteur d'œuvres de langues française, latine et grecque. Son travail le plus important est la traduction de l'Odyssée et l'Iliade de Homère. Il publie également plusieurs recueils de poèmes, Tenchi ujō, Banshō et Bansui shishū.
Son poème Kōjō no Tsuki dans l'arrangement musical de Rentarō Taki est populaire.

## Traduction disponible en ligne
Albertson, Nicholas (2013), "Flower on a Grave by Doi Bansui", Transference 1, 1; Article 14.